# فهرست روزهای سال در تقویم رسمی ایران
فهرست زیر فهرستی از روزهای سال در تقویم رسمی ایران (هجری شمسی) است. روز ۳۰ اسفند فقط در سال‌های کبیسه وجود دارد.
| فروردین  | ۱ ۲ ۳ ۴ ۵ ۶ ۷ ۸ ۹ ۱۰ ۱۱ ۱۲ ۱۳ ۱۴ ۱۵ ۱۶ ۱۷ ۱۸ ۱۹ ۲۰ ۲۱ ۲۲ ۲۳ ۲۴ ۲۵ ۲۶ ۲۷ ۲۸ ۲۹ ۳۰ ۳۱ |
| اردیبهشت | ۱ ۲ ۳ ۴ ۵ ۶ ۷ ۸ ۹ ۱۰ ۱۱ ۱۲ ۱۳ ۱۴ ۱۵ ۱۶ ۱۷ ۱۸ ۱۹ ۲۰ ۲۱ ۲۲ ۲۳ ۲۴ ۲۵ ۲۶ ۲۷ ۲۸ ۲۹ ۳۰ ۳۱ |
| خرداد    | ۱ ۲ ۳ ۴ ۵ ۶ ۷ ۸ ۹ ۱۰ ۱۱ ۱۲ ۱۳ ۱۴ ۱۵ ۱۶ ۱۷ ۱۸ ۱۹ ۲۰ ۲۱ ۲۲ ۲۳ ۲۴ ۲۵ ۲۶ ۲۷ ۲۸ ۲۹ ۳۰ ۳۱ |
| تیر      | ۱ ۲ ۳ ۴ ۵ ۶ ۷ ۸ ۹ ۱۰ ۱۱ ۱۲ ۱۳ ۱۴ ۱۵ ۱۶ ۱۷ ۱۸ ۱۹ ۲۰ ۲۱ ۲۲ ۲۳ ۲۴ ۲۵ ۲۶ ۲۷ ۲۸ ۲۹ ۳۰ ۳۱ |
| مرداد    | ۱ ۲ ۳ ۴ ۵ ۶ ۷ ۸ ۹ ۱۰ ۱۱ ۱۲ ۱۳ ۱۴ ۱۵ ۱۶ ۱۷ ۱۸ ۱۹ ۲۰ ۲۱ ۲۲ ۲۳ ۲۴ ۲۵ ۲۶ ۲۷ ۲۸ ۲۹ ۳۰ ۳۱ |
| شهریور   | ۱ ۲ ۳ ۴ ۵ ۶ ۷ ۸ ۹ ۱۰ ۱۱ ۱۲ ۱۳ ۱۴ ۱۵ ۱۶ ۱۷ ۱۸ ۱۹ ۲۰ ۲۱ ۲۲ ۲۳ ۲۴ ۲۵ ۲۶ ۲۷ ۲۸ ۲۹ ۳۰ ۳۱ |
| مهر      | ۱ ۲ ۳ ۴ ۵ ۶ ۷ ۸ ۹ ۱۰ ۱۱ ۱۲ ۱۳ ۱۴ ۱۵ ۱۶ ۱۷ ۱۸ ۱۹ ۲۰ ۲۱ ۲۲ ۲۳ ۲۴ ۲۵ ۲۶ ۲۷ ۲۸ ۲۹ ۳۰    |
| آبان     | ۱ ۲ ۳ ۴ ۵ ۶ ۷ ۸ ۹ ۱۰ ۱۱ ۱۲ ۱۳ ۱۴ ۱۵ ۱۶ ۱۷ ۱۸ ۱۹ ۲۰ ۲۱ ۲۲ ۲۳ ۲۴ ۲۵ ۲۶ ۲۷ ۲۸ ۲۹ ۳۰    |
| آذر      | ۱ ۲ ۳ ۴ ۵ ۶ ۷ ۸ ۹ ۱۰ ۱۱ ۱۲ ۱۳ ۱۴ ۱۵ ۱۶ ۱۷ ۱۸ ۱۹ ۲۰ ۲۱ ۲۲ ۲۳ ۲۴ ۲۵ ۲۶ ۲۷ ۲۸ ۲۹ ۳۰    |
| دی       | ۱ ۲ ۳ ۴ ۵ ۶ ۷ ۸ ۹ ۱۰ ۱۱ ۱۲ ۱۳ ۱۴ ۱۵ ۱۶ ۱۷ ۱۸ ۱۹ ۲۰ ۲۱ ۲۲ ۲۳ ۲۴ ۲۵ ۲۶ ۲۷ ۲۸ ۲۹ ۳۰    |
| بهمن     | ۱ ۲ ۳ ۴ ۵ ۶ ۷ ۸ ۹ ۱۰ ۱۱ ۱۲ ۱۳ ۱۴ ۱۵ ۱۶ ۱۷ ۱۸ ۱۹ ۲۰ ۲۱ ۲۲ ۲۳ ۲۴ ۲۵ ۲۶ ۲۷ ۲۸ ۲۹ ۳۰    |
| اسفند    | ۱ ۲ ۳ ۴ ۵ ۶ ۷ ۸ ۹ ۱۰ ۱۱ ۱۲ ۱۳ ۱۴ ۱۵ ۱۶ ۱۷ ۱۸ ۱۹ ۲۰ ۲۱ ۲۲ ۲۳ ۲۴ ۲۵ ۲۶ ۲۷ ۲۸ ۲۹ (۳۰)  |